# Amanieu de Sescars
 (mai 2023).
Si vous disposez d'ouvrages ou d'articles de référence ou si vous connaissez des sites web de qualité traitant du thème abordé ici, merci de compléter l'article en donnant les références utiles à sa vérifiabilité et en les liant à la section « Notes et références ».
Amanieu de Sescars ou Amanieu des Escàs était un troubadour catalan, peut-être gascon, de la fin du XIIIe siècle. Célèbre pour ses chansons d'amour à son époque, ses contemporains lui ont donné le surnom de « dieu d'amour ». Il a écrit deux ensenhamens et deux "saluts d'amour" qui nous sont parvenus.